# Trans (Domleschg)
Trans (toponimo tedesco; in romancio Tràn) è una frazione di 53 abitanti del comune svizzero di Domleschg, nella regione Viamala (Canton Grigioni).

## Geografia fisica
Feldis è situato nella Domigliasca, alla destra del Reno Posteriore; il punto più elevato del territorio è la cima del Piz Raschil (2 575 m s.l.m.).

## Storia

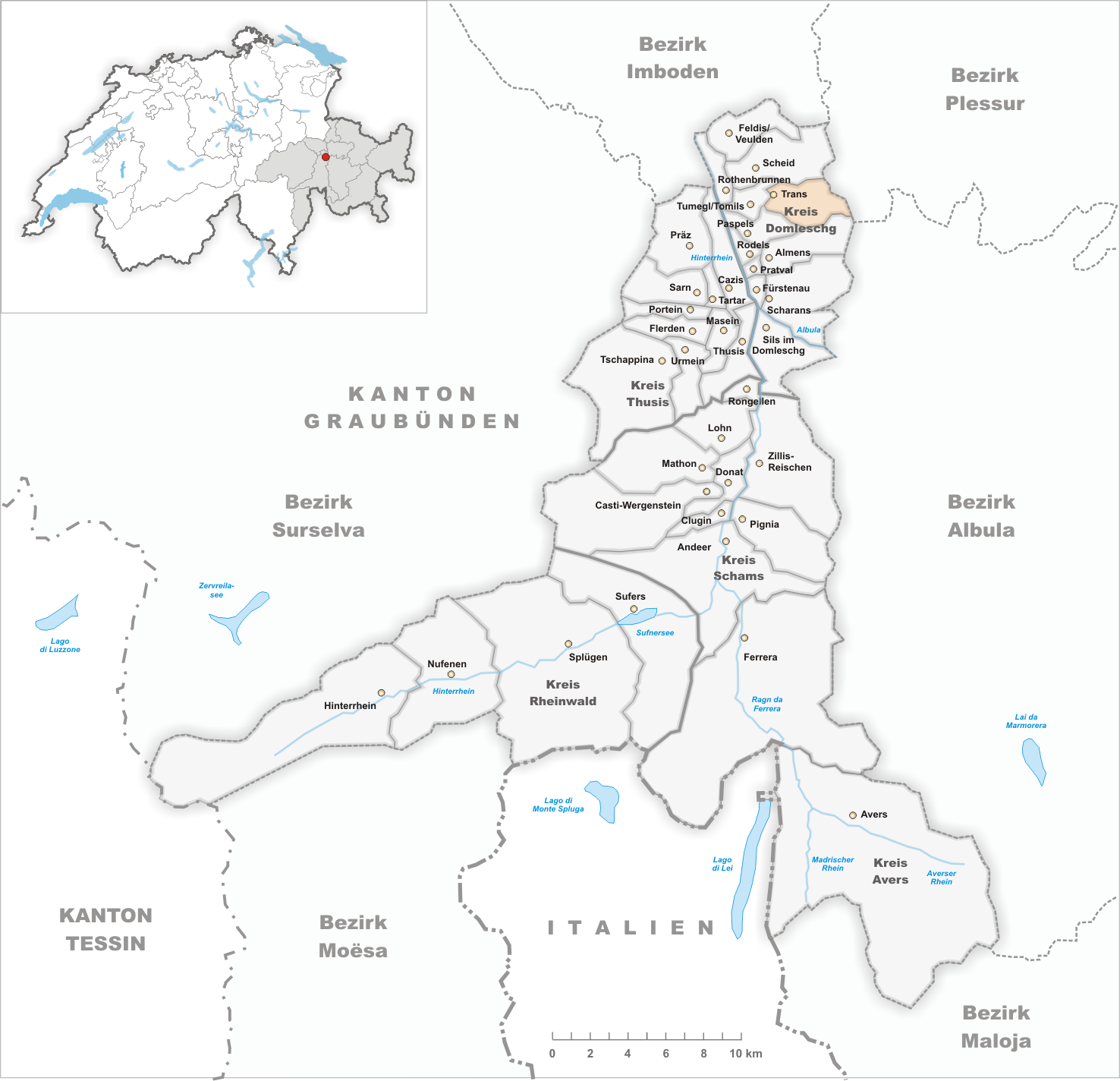
Il territorio del comune di Trans prima degli accorpamenti comunali del 2009

Fino al 31 dicembre 2008 è stato un comune autonomo che si estendeva per 7,47 km²; il 1º gennaio 2009 è stato accorpato al comune di Tomils assieme agli altri comuni soppressi di Feldis e Scheid e il 1º gennaio 2015 Tomils è stato a sua volta accorpato agli altri comuni soppressi di Almens, Paspels, Pratval e Rodels per formare il nuovo comune di Domleschg.

## Monumenti e luoghi d'interesse
- Chiesa riformata dei Santi Pietro e Paolo, attestata dal 1508[2].

## Società

### Evoluzione demografica
L'evoluzione demografica è riportata nella seguente tabella:
Abitanti censiti

### Lingue e dialetti
Già paese di lingua romancia, è stato progressivamente germanizzato; nel 1980 parlava romancio il 37% della popolazione, nel 2000 oltre il 10%.

## Economia
L'economia locale trae impulso principalmente dall'agricoltura e dall'allevamento.

## Infrastrutture e trasporti
Dista 8,5 km dalla stazione ferroviaria di Rothenbrunnen, 8 km dall'uscita autostradale di Rothenbrunnen, sulla A13/E43, e 27 km da Coira.